# Own the Night
Own the Night är ett album av den amerikanska countrymusikgruppen Lady Antebellum. Albumet är gruppens tredje studioalbum och gavs ut den 13 september 2011.

## Låtlista
| Nr  | Titel                      | Kompositör                                                                                    | Längd |
| --- | -------------------------- | --------------------------------------------------------------------------------------------- | ----- |
| 1.  | We Owned the Night         | Dave Haywood, Charles Kelley, Dallas Davidson                                                 | 3:17  |
| 2.  | Just a Kiss                | Haywood, Kelley, Hillary Scott, Davidson                                                      | 3:41  |
| 3.  | Dancin' Away with My Heart | Haywood, Kelley, Scott, Josh Kear                                                             | 3:53  |
| 4.  | Friday Night               | Eric Paslay, Rose Falcon, Rob Crosby                                                          | 2:57  |
| 5.  | When You Were Mine         | Haywood, Kelley, Scott, Busbee                                                                | 4:53  |
| 6.  | Cold as Stone              | Haywood, Kelley, Scott, Hillary Lindsey                                                       | 4:47  |
| 7.  | Singing Me Home            | Haywood, Kelley, Rivers Rutherford                                                            | 3:52  |
| 8.  | Wanted You More            | Haywood, Kelley, Scott, Matt Billingslea, Dennis Edwards, Jonathan Long, Jason "Slim" Gambill | 4:02  |
| 9.  | As You Turn Away           | Haywood, Kelley, Scott, Monty Powell                                                          | 3:55  |
| 10. | Love I've Found in You     | Haywood, Kelley, Scott, Patrick Davis                                                         | 3:53  |
| 11. | Somewhere Love Remains     | Haywood, Kelley, Scott, Powell                                                                | 4:51  |
| 12. | Heart of the World         | Tom Douglas, Travis Hill                                                                      | 3:43  |